# Dendronephthya radiata
Dendronephthya radiata är en korallart som beskrevs av Kükenthal 1905. Dendronephthya radiata ingår i släktet Dendronephthya och familjen Nephtheidae. Inga underarter finns listade i Catalogue of Life.